# Liste der Mitglieder im 9. Inatsisartut
Das 9. Inatsisartut wurde nach der Parlamentswahl in Grönland 2005 gebildet und war bis 2009 im Amt.

## Aufbau
- IA: 7
- S: 10
- D: 7
- A: 6
- KP: 1

- IA: 9
- S: 11
- D: 4
- A: 6
- KP: 1

| Partei | Partei                    | Abgeordnete zu Beginn der Legislaturperiode | Abgeordnete zum Ende der Legislaturperiode | Abgänge                                                     | Zugänge                                    |
| ------ | ------------------------- | ------------------------------------------- | ------------------------------------------ | ----------------------------------------------------------- | ------------------------------------------ |
|        | Siumut                    | 10                                          | 11                                         | Agnethe Davidsen Jørgen Wæver Johansen                      | Tommy Marø Per Berthelsen Otto Jeremiassen |
|        | Demokraatit               | 7                                           | 4                                          | Esmar Bergstrøm Per Berthelsen Marie Fleischer Lene Knüppel | Anemarie Schmidt Hansen                    |
|        | Inuit Ataqatigiit         | 7                                           | 9                                          | keine                                                       | Esmar Bergstrøm Marie Fleischer            |
|        | Atassut                   | 6                                           | 6                                          | Ellen Christoffersen Thomas Kristensen                      | Kristian Jeremiassen Emilie Olsen          |
|        | Kattusseqatigiit Partiiat | 1                                           | 1                                          | keine                                                       | keine                                      |
| Gesamt | Gesamt                    | 31                                          | 31                                         |                                                             |                                            |

## Parlamentspräsidium
|                     | 1. Dezember 2005 – 21. September 2007                                        | 21. September 2007 – 18. Januar 2008                                        | 18. Januar 2008 – 19. September 2008                                              | 19. September 2008 – 12. Juni 2009                                              |
| ------------------- | ---------------------------------------------------------------------------- | --------------------------------------------------------------------------- | --------------------------------------------------------------------------------- | ------------------------------------------------------------------------------- |
| Vorsitzender        | Jonathan Motzfeldt (Siumut) Suppleant: Kim Kielsen (Siumut)                  | Jonathan Motzfeldt (Siumut)                                                 | Ruth Heilmann (Siumut) Suppleant: Jørgen Wæver Johansen (Siumut)                  | Ruth Heilmann (Siumut) Suppleant: Jørgen Wæver Johansen (Siumut)                |
| 1. Vizevorsitzender | Agathe Fontain (Inuit Ataqatigiit) Suppleant: Ane Hansen (Inuit Ataqatigiit) | Ane Hansen (Inuit Ataqatigiit) Suppleant: Kuupik Kleist (Inuit Ataqatigiit) | Ane Hansen (Inuit Ataqatigiit) Suppleant: Asii Chemnitz Narup (Inuit Ataqatigiit) | Josef Motzfeldt (Inuit Ataqatigiit) Suppleant: Ane Hansen (Inuit Ataqatigiit)   |
| 2. Vizevorsitzender | Augusta Salling (Atassut) Suppleant: Ellen Christoffersen (Atassut)          | Knud Kristiansen (Atassut) Suppleant: Augusta Salling (Atassut)             | Augusta Salling (Atassut) Suppleant: Emilie Olsen (Atassut)                       | Augusta Salling (Atassut) Suppleant: Emilie Olsen (Atassut)                     |
| 3. Vizevorsitzender | Per Berthelsen (Demokraatit) Suppleant: Astrid Fleischer Rex (Demokraatit)   | Per Berthelsen (Demokraatit) Suppleant: Astrid Fleischer Rex (Demokraatit)  | Per Berthelsen (Demokraatit) Suppleant: Astrid Fleischer Rex (Demokraatit)        | Astrid Fleischer Rex (Demokraatit) Suppleant: Jens B. Frederiksen (Demokraatit) |
| 4. Vizevorsitzender | Ruth Heilmann (Siumut) Suppleant: Vittus Mikaelsen (Siumut)                  | Ruth Heilmann (Siumut) Suppleant: Vittus Mikaelsen (Siumut)                 | Vittus Mikaelsen (Siumut) Suppleant: Isak Davidsen (Siumut)                       | Per Berthelsen (Siumut) Suppleant: Vittus Mikaelsen (Siumut)                    |

## Abgeordnete
Es wurden folgende Personen gewählt. Personen, die zum Ende der Legislaturperiode nicht mehr im Amt waren, sind grau markiert:
| Mitglied              | Geburtsjahr | Partei | Partei                                     | Anmerkung                                                                                             |
| --------------------- | ----------- | ------ | ------------------------------------------ | --- |
| Agnethe Davidsen      | 1947        |        | Siumut                                     | verstorben am 25. November 2007                                                                       |
| Hans Enoksen          | 1956        |        | Siumut                                     | |
| Aleqa Hammond         | 1965        |        | Siumut                                     | Ministerin in den Kabinetten Enoksen IV und V, zurückgetreten am 22. September 2008                   |
| Ruth Heilmann         | 1945        |        | Siumut                                     | Parlamentspräsidentin ab dem 18. Januar 2008                                                          |
| Doris Jakobsen        | 1978        |        | Siumut                                     | Ministerin im Kabinett Enoksen IV, zurückgetreten am 15. November 2006                                |
| Jørgen Wæver Johansen | 1972        |        | Siumut                                     | Minister im Kabinett Enoksen IV, zurückgetreten am 15. Januar 2007, ausgetreten am 30. September 2008 |
| Lars-Emil Johansen    | 1946        |        | Siumut                                     | |
| Kim Kielsen           | 1966        |        | Siumut                                     | |
| Vittus Mikaelsen      | 1951        |        | Siumut                                     | |
| Jonathan Motzfeldt    | 1938        |        | Siumut                                     | Parlamentspräsident bis zum 18. Januar 2008                                                           |
| Esmar Bergstrøm       | 1962/63     |        | Demokraatit/fraktionslos/Inuit Ataqatigiit | Parteiaustritt am 23. Oktober 2006, Parteieintritt am 28. Juni 2007                                   |
| Per Berthelsen        | 1950        |        | Demokraatit/fraktionslos/Siumut            | Parteiaustritt am 29. Juli 2008, Parteieintritt am 18. September 2008                                 |
| Palle Christiansen    | 1973        |        | Demokraatit                                | |
| Marie Fleischer       | 1980        |        | Demokraatit/fraktionslos/Inuit Ataqatigiit | Parteiaustritt am 19. September 2008, Parteieintritt am 17. Dezember 2008                             |
| Jens B. Frederiksen   | 1967        |        | Demokraatit                                | |
| Lene Knüppel          | 1966        |        | Demokraatit                                | ausgetreten am 19. September 2008                                                                     |
| Astrid Fleischer Rex  | 1954        |        | Demokraatit                                | |
| Agathe Fontain        | 1951        |        | Inuit Ataqatigiit                          | Ministerin im Kabinett Enoksen IV ab dem 15. November 2006                                            |
| Ane Hansen            | 1961        |        | Inuit Ataqatigiit                          | |
| Juliane Henningsen    | 1984        |        | Inuit Ataqatigiit                          | |
| Kuupik Kleist         | 1958        |        | Inuit Ataqatigiit                          | |
| Josef Motzfeldt       | 1941        |        | Inuit Ataqatigiit                          | |
| Asii Chemnitz Narup   | 1954        |        | Inuit Ataqatigiit                          | Ministerin im Kabinett Enoksen IV, zurückgetreten am 15. November 2006                                |
| Johan Lund Olsen      | 1958        |        | Inuit Ataqatigiit                          | |
| Ellen Christoffersen  | 1972        |        | Atassut                                    | ausgetreten am 7. Januar 2008                                                                         |
| Siverth K. Heilmann   | 1953        |        | Atassut                                    | Minister in den Kabinetten Enoksen IV und V                                                           |
| Finn Karlsen          | 1952        |        | Atassut                                    | |
| Thomas Kristensen     | ?           |        | Atassut                                    | ausgetreten am 19. September 2008                                                                     |
| Godmand Rasmussen     | 1939/40     |        | Atassut                                    | |
| Augusta Salling       | 1954        |        | Atassut                                    | |
| Anthon Frederiksen    | 1953        |        | Kattusseqatigiit Partiiat                  | |

Folgende Mitglieder der Siumut kamen als Nachrücker ins Parlament:
| Tommy Marø          | 1964    | für Minister | für Minister | für Minister | für Minister | für Minister           | für Minister | — (Minister) | — (Minister)         | — (Minister)         | für Minister         | für Minister         | — (Minister) | — (Minister)         | — (Minister)              | — (Minister)         | — (Minister)         | — (Minister)              | — (Minister)              |                      |                      |                      |
| Otto Jeremiassen    | 1961    | für Minister | für Minister | für Minister | für Minister | für Minister           | für Minister | für Minister | für Minister         | für Minister         | für Minister         | für Minister         | für Minister | —                    | für Agnethe Davidsen      | für Agnethe Davidsen | für Agnethe Davidsen | für Agnethe Davidsen      | für Agnethe Davidsen      | für Agnethe Davidsen | für Agnethe Davidsen | für Agnethe Davidsen |
| Jens Lars Fleischer | 1960    | für Minister | für Minister | für Minister | —            | für Minister           | für Minister | für Minister | —                    | —                    | —                    | —                    | für Minister | —                    | —                         | —                    | —                    | —                         | —                         |                      |                      |                      |
| Isak Davidsen       | 1953    | —            | für ?        | —            | für Minister | für Jonathan Motzfeldt | —            | —            | —                    | —                    | —                    | —                    | —            | für Agnethe Davidsen | für Minister              | für Minister         | für Minister         | für Jørgen Wæver Johansen | für Jørgen Wæver Johansen |                      |                      |                      |
| Ole Thorleifsen     | 1961    | —            | für ?        | —            | —            | —                      | —            | —            | —                    | —                    | —                    | für Agnethe Davidsen | —            | für Minister         | für Minister              | für Minister         | —                    | für Minister              | für Minister              |                      |                      |                      |
| Kalistat Lund       | 1959    | —            | —            | —            | —            | —                      | —            | —            | —                    | —                    | —                    | —                    | —            | für Minister         | —                         | —                    | —                    | —                         | —                         |                      |                      |                      |
| Per Rosing-Petersen | 1961    | —            | —            | —            | —            | —                      | —            | —            | —                    | für Minister         | für Agnethe Davidsen | —                    | —            | —                    | für Jørgen Wæver Johansen | —                    | —                    | —                         | für Doris Jakobsen        |                      |                      |                      |
| Palle Jerimiassen   | 1958/59 | —            | —            | —            | —            | —                      | —            | —            | —                    | —                    | —                    | —                    | —            | —                    | —                         | —                    | —                    | —                         | —                         |                      |                      |                      |
| Gert Ignatiussen    | 1954/55 | —            | —            | —            | —            | —                      | —            | —            | für Minister         | —                    | —                    | —                    | —            | —                    | —                         | —                    | —                    | —                         | —                         |                      |                      |                      |
| Simon Olsen         | 1938    | —            | —            | —            | —            | —                      | —            | —            | für Agnethe Davidsen | für Agnethe Davidsen | —                    | —                    | —            | —                    | —                         | —                    | —                    | —                         | —                         |                      |                      |                      |

Folgende Mitglieder der Demokraatit kamen als Nachrücker ins Parlament:
| Name                     | Geburtsjahr | 1. Dez. 2005 – Frühjahr 2006 (0) | Frühjahr 2006 (2) | Frühjahr 2006 – 15. Sep. 2006 (0) | 15. Sep. 2006 – 13. Okt. 2006 (1) | 13. Okt. 2006 – 4. Mär. 2008 (0) | 4. Mär. 2008 – 14. Mär. 2008 (1) | 14. Mär. 2008 – 19. Sep. 2008 (0) | 19. Sep. 2008 – 22. Sep. 2008 (1) | 22. Sep. 2008 – 28. Sep. 2008 (2) | 28. Sep. 2008 – 4. Nov. 2008 (1) | 4. Nov. 2008 – ? (2) | ? – 12. Jun. 2009 (1) |
| ------------------------ | ----------- | -------------------------------- | ----------------- | --------------------------------- | --------------------------------- | -------------------------------- | -------------------------------- | --------------------------------- | --------------------------------- | --------------------------------- | -------------------------------- | -------------------- | --------------------- |
| Brian K. Fencker         | ?           | —                                | —                 | —                                 | —                                 | —                                | —                                | —                                 | —                                 | —                                 | —                                | —                    | —                     |
| Anemarie Schmidt Hansen  | ?           | —                                | für ?             | —                                 | für Palle Christiansen            | —                                | —                                | —                                 | für Lene Knüppel                  | für Lene Knüppel                  | für Lene Knüppel                 | für Lene Knüppel     | für Lene Knüppel      |
| Jørgen-Ole Nyboe Nielsen | 1948        | —                                | für ?             | —                                 | —                                 | —                                | für Palle Christiansen           | —                                 | —                                 | —                                 | —                                | für Marie Fleischer  | —                     |
| Michael Rosing           | 1968        | —                                | —                 | —                                 | —                                 | —                                | —                                | —                                 | —                                 | für Marie Fleischer               | —                                | —                    | —                     |

Anemarie Schmidt Hansen trat am 13. November 2008 aus der Partei aus. Am 17. April 2009 trat sie der Inuit Ataqatigiit bei.
Folgende Mitglieder der Inuit Ataqatigiit kamen als Nachrücker ins Parlament:
| Name               | Geburtsjahr | 1. Dez. 2005 – 11. Apr. 2007 (1) | 11. Apr. 2007 – 1. Mai 2007 (2) | 1. Mai 2007 – Juni 2007 (1) | Juni 2007 – 4. Okt. 2007 (0) | 4. Okt. 2007 – 8. Okt. 2007 (1) | 8. Okt. 2007 – 12. Okt. 2007 (1) | 12. Okt. 2007 – 22. Okt. 2007 (1) | 22. Okt. 2007 – 25. Okt. 2007 (1) | 25. Okt. 2007 – 8. Nov. 2007 (1) | 8. Nov. 2007 – 18. Jan. 2008 (0) | 18. Jan. 2008 (1)      | 18. Jan. 2008 – 19. Sep. 2008 (0) | 19. Sep. 2008 – 28. Nov. 2008 (2) | 28. Nov. 2008 – 12. Jun. 2009 (1) |
| ------------------ | ----------- | -------------------------------- | ------------------------------- | --------------------------- | ---------------------------- | ------------------------------- | -------------------------------- | --------------------------------- | --------------------------------- | -------------------------------- | -------------------------------- | ---------------------- | --------------------------------- | --------------------------------- | --------------------------------- |
| Olga P. Berthelsen | 1962        | für Minister                     | für Minister                    | für Kuupik Kleist           | —                            | —                               | —                                | für Kuupik Kleist                 | —                                 | —                                | —                                | —                      | —                                 | für Asii Chemnitz Narup           | für Asii Chemnitz Narup           |
| Aqqaluaq B. Egede  | 1981        | —                                | für Kuupik Kleist               | —                           | —                            | —                               | —                                | —                                 | für Kuupik Kleist                 | für Juliane Henningsen           | —                                | für Juliane Henningsen | —                                 | für Josef Motzfeldt               | —                                 |
| Simon Lennert      | 1964        | —                                | —                               | —                           | —                            | —                               | —                                | —                                 | —                                 | —                                | —                                | —                      | —                                 | —                                 | —                                 |
| Aqqaluk Lynge      | 1947        | —                                | —                               | —                           | —                            | für Juliane Henningsen          | für Johan Lund Olsen             | —                                 | —                                 | —                                | —                                | —                      | —                                 | —                                 | —                                 |

Folgende Mitglieder der Atassut kamen als Nachrücker ins Parlament:
| Kristian Jeremiassen | 1981    | für Minister | für Minister | für Minister | für Minister     | für Minister | für Minister             | für Minister | für Minister             | für Minister             | für Minister             | für Minister             | für Minister             | für Minister             | für Ellen Christoffersen | —                        | für Ellen Christoffersen | für Ellen Christoffersen | für Ellen Christoffersen | für Ellen Christoffersen | für Ellen Christoffersen |                       |                       |                       |                       |
| Emilie Olsen         | 1963/64 | —            | für ?        | —            | für Finn Karlsen | —            | für Ellen Christoffersen | —            | für Ellen Christoffersen | für Ellen Christoffersen | für Ellen Christoffersen | für Ellen Christoffersen | —                        | für Ellen Christoffersen | für Minister             | für Ellen Christoffersen | für Minister             | für Thomas Kristensen    | für Thomas Kristensen    | für Thomas Kristensen    | für Thomas Kristensen    | für Thomas Kristensen | für Thomas Kristensen | für Thomas Kristensen | für Thomas Kristensen |
| Otto Steenholdt      | 1936    | —            | für ?        | —            | —                | —            | —                        | —            | —                        | —                        | —                        | —                        | —                        | —                        | —                        | —                        | —                        | —                        | —                        | —                        | —                        |                       |                       |                       |                       |
| Knud Kristiansen     | 1971    | —            | —            | —            | —                | —            | —                        | —            | —                        | für Thomas Kristensen    | für Thomas Kristensen    | für Thomas Kristensen    | für Thomas Kristensen    | —                        | —                        | für Minister             | —                        | für Minister             | —                        | —                        | für Minister             |                       |                       |                       |                       |
| Naja Petersen        | 1968    | —            | —            | —            | —                | —            | —                        | —            | —                        | —                        | für Augusta Salling      | —                        | —                        | —                        | —                        | —                        | —                        | —                        | für Minister             | — (Minister)             | —                        |                       |                       |                       |                       |
| Nikolaj Jeremiassen  | 1961    | —            | —            | —            | —                | —            | —                        | —            | —                        | —                        | —                        | —                        | für Ellen Christoffersen | —                        | —                        | —                        | —                        | —                        | —                        | für Minister             | —                        |                       |                       |                       |                       |

Folgende Mitglieder der Kattusseqatigiit Partiiat kamen als Nachrücker ins Parlament:
| Name              | Geburtsjahr | 1. Dez. 2005 – 27. Sep. 2006 (0) | 27. Sep. 2006 – 3. Okt. 2006 (1) | 3. Okt. 2006 (1)       | 3. Okt 2006 – 12. Mär. 2007 (0) | 12. Mär. 2007 – 15. Mär. 2007 (1) | 15. Mär. 2007 – 20. Mär. 2007 (0) | 20. Mär. 2007 – 23. Mär. 2007 (1) | 23. Mär. 2007 – 17. Apr. 2007 (0) | 17. Apr. 2007 – 18. Apr. 2007 (1) | 18. Apr. 2007 – 25. Okt. 2007 (0) | 25. Okt. 2007 (1)      | 25. Okt. 2007 – 22. Apr. 2008 (0) | 22. Apr. 2008 – 2. Mai 2008 (1) | 2. Mai 2008 – 8. Okt. 2008 (0) | 8. Okt. 2008 – 14. Okt. 2008 (1) | 14. Okt. 2008 – 12. Jun. 2009 (0) |
| ----------------- | ----------- | -------------------------------- | -------------------------------- | ---------------------- | ------------------------------- | --------------------------------- | --------------------------------- | --------------------------------- | --------------------------------- | --------------------------------- | --------------------------------- | ---------------------- | --------------------------------- | ------------------------------- | ------------------------------ | -------------------------------- | --------------------------------- |
| Loritha Henriksen | 1941        | —                                | für Anthon Frederiksen           | —                      | —                               | für Anthon Frederiksen            | —                                 | für Anthon Frederiksen            | —                                 | —                                 | —                                 | für Anthon Frederiksen | —                                 | —                               | —                              | für Anthon Frederiksen           | —                                 |
| Mogens Kleist     | 1960/61     | —                                | —                                | für Anthon Frederiksen | —                               | —                                 | —                                 | —                                 | —                                 | für Anthon Frederiksen            | —                                 | —                      | —                                 | —                               | —                              | —                                | —                                 |
| Villy Olsvig      | 1963/64     | —                                | —                                | —                      | —                               | —                                 | —                                 | —                                 | —                                 | —                                 | —                                 | —                      | —                                 | für Anthon Frederiksen          | —                              | —                                | —                                 |

Hinweis: Wegen mangelnder Verfügbarkeit der Sitzungsprotokolle sind die Übersichten für 2006 und 2009 möglicherweise nicht ganz vollständig.